# Cristo na Cruz (Zurbarán)
Cristo na Cruz é uma pintura a óleo sobre tela de 1627 do pintor espanhol Francisco de Zurbarán, atualmente no Art Institute of Chicago.